# غوران يركوفيتش (لاعب كرة قدم)
غوران يركوفيتش هو لاعب كرة قدم كرواتي، ولد في 23 أبريل 1965 في درفنتا في البوسنة والهرسك. لعب مع تشفابين أوغسبورغ ونادي آوغسبورغ ونادي أوسييك.